# استان کوردیئرا
استان کوردیئرا (به اسپانیایی: Provincia de Cordillera) یک استان در شیلی است که در منطقه مادرشهری سانتیاگو واقع شده‌است. استان کوردیئرا ۵٬۵۲۸٫۳ کیلومتر مربع مساحت و ۶۰۸٬۲۳۵ نفر جمعیت دارد.

## نگارخانه

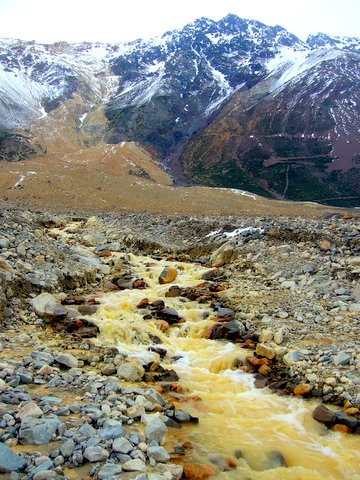
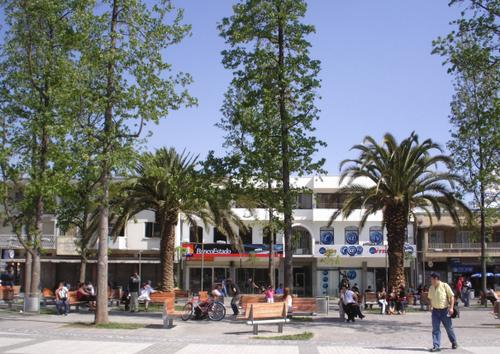